# Королевский объединённый институт оборонных исследований
Королевский объединённый институт оборонных исследований или Объединённый королевский институт по исследованию вопросов безопасности и обороны (англ. Royal United Services Institute for Defence and Security Studies, ранее англ. Royal United Services Institution, RUSI) — британский аналитический центр по оборонным вопросам.
Центр был создан в 1831 году по инициативе фельдмаршала Веллингтона, откликнувшегося на пожелания военных и офицеров, ощущавших необходимость в систематическом освоении новейшего профессионального опыта.  Проект по организации центра был подписан бывшим военным министром Генри Гардинджем и главным гидрографом Британского Адмиралтейства Фрэнсисом Бофортом и утверждён королём Вильгельмом IV.

## История
Первоначально новоучреждённый институт назывался Военно-морским и военным музеем (англ. Naval and Military Museum), нынешнее название присвоено в 1860 году. Среди руководителей института были видные британские военные деятели, в том числе фельдмаршал Джон Станиер. В 1893 г. королева Виктория передала в распоряжение института Банкетный дом в центре Лондона. В настоящее время президентом института является Эдвард, герцог Кентский.

## Journal of the Royal United Services Institute for Defence Studies
С 1857 г. институт выпускает свой аналитический журнал Journal of the Royal United Services Institute for Defence Studies (RUSI Journal).